# シクロヘキシルアミンオキシダーゼ
シクロヘキシルアミンオキシダーゼ(cyclohexylamine oxidase)は、カプロラクタム分解酵素の一つで、次の化学反応を触媒する酸化還元酵素である。
シクロヘキシルアミン + O2 + H2O {\displaystyle \rightleftharpoons } シクロヘキサノン + NH3 + H2O2
反応式の通り、この酵素の基質はシクロヘキシルアミンとO2とH2O、生成物はオキサロ酢酸とNH3とH2O2である。補因子としてFADを用いる。
組織名はcyclohexylamine:oxygen oxidoreductase (deaminating)である。